# Aleksander Mikołaj Horain
Aleksander Mikołaj Horain herbu Szreniawa (ur. 30 marca 1651, zm. 7 grudnia 1735 w Prusach Królewskich) – biskup katolicki, biskup pomocniczy wileński i tytularny biskup Tiberias w latach 1704–1711, biskup smoleński w latach 1711–1716, biskup żmudzki w latach 1716–1735.